# Ортенберг, Самуил Петрович
Самуил Петрович Ортенберг (1903—1984) — советский деятель еврейской культуры.

## Биография
Родился С. Ортенберг в местечке Погребище на Украине, рос в состоятельной семье, получил традиционное еврейское образование в хедере, окончил гимназию, пополнил знания самостоятельным изучением европейских языков и светских наук. Высшее педагогическое образование по специальности учителя естествознания он получил в Киеве в 1925 году, а затем поступил в аспирантуру Института Еврейской Культуры, участвовал в работе Всесоюзной Конференции по еврейскому языку, в работе Первого и Второго Всесоюзных съездов деятелей еврейской культуры и просвещения в Москве. Все эти годы он преподавал общественные науки в Винницком Еврейском Педагогическом Техникуме, а в 1931 году создал в Днепропетровске Еврейский Машиностроительный Техникум с преподаванием на идише, где он заведовал учебной частью и вёл гуманитарные дисциплины, связанные с еврейской историей.
Начало своего жизненного пути, годы учёбы, службы в армии, первые шаги в педагогической и литературной деятельности Самуил Ортенберг представил в воспоминаниях «Ткань жизни», написанных на идиш в 1964 году и опубликованных в переводе на русский язык в Израиле лишь через 20 лет после смерти писателя [1]. В последней публикации воспоминаний [5], осуществленной в Ганновере издательством «Еврейская старина», текст сопровождается портретными изображениями деятелей еврейской культуры - упомянутыми в книге С. Ортенберга, многие из которых подвергались репрессиям в Советском Союзе. О судьбах некоторых из них было мало что известно, и они впервые обрели свое место на страницах книги. Американский издательский дом Lulu Press напечатал воспоминания и разместил их для продажи на сайте своего интернет-магазина [6], так что желающие погрузиться в историю жизни еврейской общины России в первой половине прошлого века всегда могут приобрести книгу. После войны в Советском Союзе некоторое время выходила единственная газета на языке идиш «Эйникайт», а позднее начал издаваться журнал «Советиш Геймланд», в которых регулярно появлялись его публикации, посвященные различным сторонам истории, жизни, и традиции еврейской общины страны — на тот момент одной из крупнейших в Европе. Однако, усилия Самуила Ортенберга по активизации еврейской общественной жизни, как правило, оказывались безрезультатными. Не сумел он, например, преодолеть сопротивление местной власти при попытке провести в 1959 году юбилейный вечер памяти писателя Шолом-Алейхема. Во все времена С. Ортенберг много внимания уделял коллекционированию книг, собрал уникальную библиотеку книг по иудаике. Скончался и похоронен С. Ортенберг на Украине в городе Днепропетровске. Детальное описание последних лет его жизни представлено в воспоминаниях сына писателя — Фреда Ортенберга [2].

## Творчество
Ортенберг был типичным представителем творческой еврейской интеллигенции своего времени. Он стал активным пропагандистом культурного наследия еврейского народа, стал известным писателем и очень плодотворным литературным, театральным и музыкальным критиком. Писал он в основном на языке идиш, но в текущей журналистской работе часто выступал на русском языке. Его исследования творчества еврейских прозаиков Шолом-Алейхема, Бергельсона, Альбертона [3], поэта Бялика были хорошо известны современникам, публиковались в книгах и журналах. Многие из статей С. Ортенберга посвящены писателям, проявлявшим интерес к специфическим еврейским проблемам, — Владимиру Короленко, Максиму Горькому, Эмилю Золя. Среди сохранившихся в российских библиотечных фондах книг С. Ортенберга следует упомянуть его первую литературно-критическую работу — монографию о жизни и творчестве очень популярного в XIX столетии еврейского писателя Ицхока-Иоэля Линецкого [4]. В процессе своей деятельности С. Ортенберг тесно сотрудничал с выдающимися представителями еврейской культуры. Его друзьями были Давид Гофштейн, Перец Маркиш, Морис Винчевский, Соломон Михоэлс, Вениамин Зускин.
В одном из агентурных доносов на еврейского буржуазного националиста С. Ортенберга приводятся его измышления по т. н. «еврейскому вопросу» и обсуждение с антисоветских позиций стихотворения Е. Евтушенко «Бабий яр», опубликованного 19-го сентября сего года в «Литературной газете», с советскими людьми. В материалах КГБ имеются и другие документы, где ему приписывались сионистские, паникерские и националистические высказывания. Сейчас все эти обвинения выглядят смешно, но в то время могли стоить человеку жизни. К сожалению, С.Ортенбергу и его коллегам пришлось пройти через трудные испытания, и истории их судеб стали доступными сравнительно недавно. Отдавая долг памяти растоптанному поколению, в последнее время было сделано многое, чтобы с их творчеством могли познакомиться все, кто интересуется еврейской культурой XX—XXI веков. К счастью, Самуилу Ортенбергу удалось выжить в этой «мясорубке» и продолжить педагогическую и журналистскую деятельность.
Самуил Петрович Ортенберг был высокообразованным ученым с обширными познаниями в различных областях; владел, помимо русского, украинского, идиш, иврита, несколькими европейскими языками, хорошо знал латынь, внес заметный вклад в развитие еврейской культуры в Советском Союзе. Самуил Ортенберг был превосходным педагогом, выдающимся лектором, успешным литератором, в тридцатые-сороковые года прошлого века играл важную роль в общественной и культурной жизни еврейского населения страны.

## Комментарии
- Александр Быстряков. Хроника жизни евреев Екатеринослава — Днепропетровска (1776—1991 гг.). http://ju.org.ua/ru/publicism/267.html . В части 2 «В советское время» представлена деятельность С. Ортенберга.
- Евгений Беркович — главный редактор сетевого издания по еврейской истории «Еврейская Старина». Биографическая справка о творческом пути Самуила Ортенберга.
- М.Фельдман. Газета «Вести». https://www.vesty.co.il/main/article/Sk6RFwZ9v Иерусадим, 24.02.2008, «У истоков советской еврейской культуры», статья посвящена творчеству С. Ортенберга; https://club.berkovich-zametki.com/?p=77263,"Попытка коллективной рецензии", журнал-газета "Мастерская", 2023
- Дмитрий Эльяшевич — доктор исторических наук, профессор, ректор Института Иудаики, г.Санкт-Петербург . Отрывок из его официальной рецензии (2005 г.) на книгу Самуила Ортенберга: «Я прочитал её с большим интересом и удовольствием. В отличие от большинства аналогичных изданий, которые мне приходилось видеть в последнее время, эта книга содержит большой массив материалов и свидетельств, имеющих несомненную историческую ценность. Кроме того, она блестяще написана; её стиль и язык заставляют задуматься над тем, что сегодня культура таких литературных мемуаров, увы, уже во многом утеряна. Хотел бы также, как книжник, отметить качество подготовки текста и всего издания в целом. Они — выше всяких похвал.»